# Gaveta

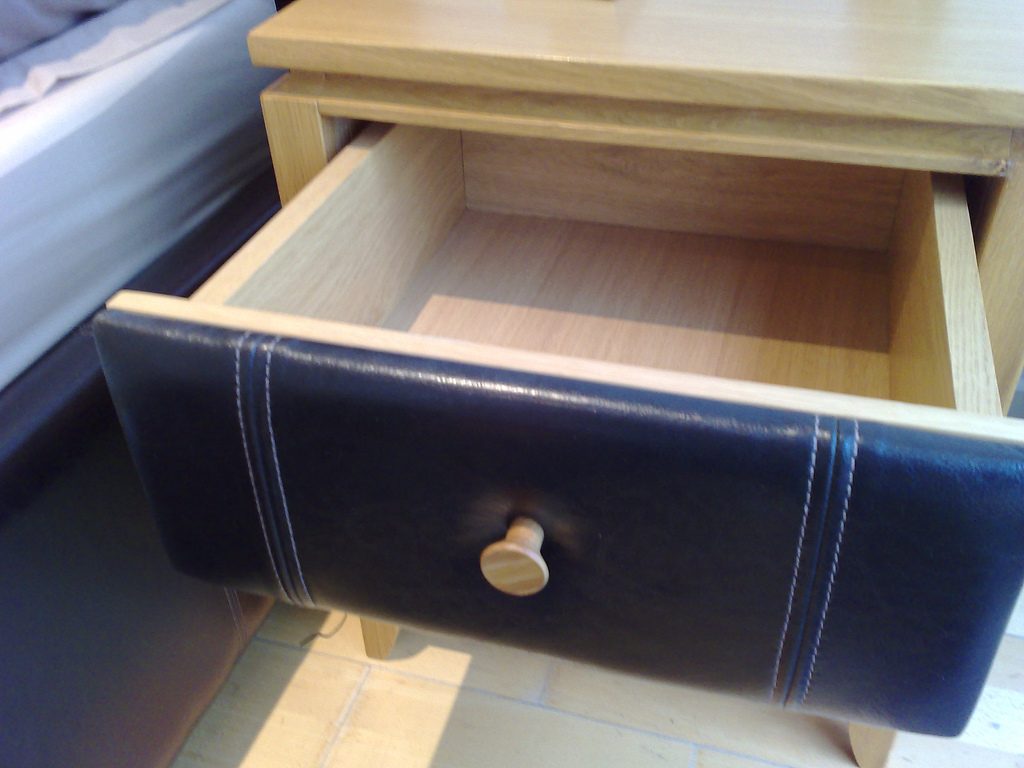
Uma gaveta de madeira aberta.

Uma gaveta é um recipiente em forma de caixa dentro de um móvel que pode ser puxado horizontalmente para acessar seu conteúdo. As gavetas são embutidas em vários tipos de móveis, incluindo armários, cômodas (gabinetes), mesas e similares.

## Construção
As gavetas podem ser construídas de várias maneiras usando uma variedade de materiais, incluindo madeira, vários compostos de madeira, chapas metálicas e plástico.
As gavetas de madeira são muitas vezes projetadas para que a face frontal fique completa e o grão final das peças laterais não apareça. Os cantos podem ser encaixados para resistência adicional ou por estética, e uma ensambladura em cauda de andorinha semi-cega pode ser usada para os cantos frontais para esconder a ensambladura. Para fixar a parte inferior da gaveta, pode-se fazer uma ranhura nas quatro peças verticais para inserir o fundo da gaveta.

## Movimento
As corrediças da gaveta geralmente têm um mecanismo para evitar que a gaveta seja acidentalmente puxada totalmente de seu gabinete.
Com os tipos mais simples de montagem, a gaveta não pode ser puxada o suficiente para ver todo o interior, sem puxar a gaveta completamente para fora do armário, muitas vezes levando o conteúdo a ser despejado no chão. Existem pelo menos duas maneiras de tornar visível todo o interior de uma gaveta, mantendo-se totalmente apoiada no armário. Uma maneira coloca a parte de trás da gaveta de forma que fique totalmente visível quando a gaveta atinge o batente — o interior de tal gaveta é muito mais curto que os lados da gaveta. Esse fundo visível da gaveta pode ser um fundo falso que esconde um esconderijo secreto atrás dele. Outra forma utiliza gavetas de extensão total, que possuem corrediças de extensão total, também chamadas de corrediças telescópicas, uma espécie de rolamento de movimento linear com corrediças compostas que suportam a gaveta mesmo quando a gaveta é totalmente puxada para fora do armário.